# 益子遼祐
益子 遼祐（ましこ りょうすけ、2000年 - ）は、日本の折り紙アーティスト。

## 経歴
筑波大学附属駒場中学校・高等学校卒業。東京大学工学部計数工学科卒業。東京大学大学院情報理工学系研究科在学中。
3歳の頃から折り紙を折り始め、以来作品を作り続ける。
高校では折り紙研究会に所属。高校2年生時の2017年に『月曜から夜ふかし』（日本テレビ）で「夜ふかし的神童」の一人として取り上げられ、折り紙で作った出演者のマツコ・デラックスと村上信五（関ジャニ∞）を披露した。 
大学は東京大学理科一類に進学し、折り紙サークル「Orist」に所属。令和初の開催となった第69回学展作品展にて、仏教芸術をテーマに制作した折り紙の仏像『胎内仏』で外務大臣賞を受賞した。
2021年2月に放送された『オリガミの魔女と博士の四角い時間』（NHK Eテレ）のスペシャル番組では、益子の制作過程に密着取材したコーナーが放送された。

## 人物
幼稚園の年少の頃に友達がおらず、一人で時間を潰す手段としてたまたま折り紙を始めたが、初めて折った折り紙でクラスの人気者になり、その魅力にはまりこんだ。その没頭っぷりは、気付いたら折り紙を12時間以上折り続けてしまったこともあるほどで、中学受験時には親から“折り紙禁止令”を言い渡された。
益子による技巧的な創作折り紙は、設計図を作らずに脳内で設計図を描いて制作される。1枚の紙だけを使い、切ることなく作品を作り上げるのが益子の流儀であり、学展で外務大臣賞を受賞した『胎内仏』も、大きな仏像頭部と内側の小仏像をそれぞれ1枚の紙で折り上げられている。
益子は、折り紙には「理系的な面白さと文系的な面白さ」があると語る。構造を考える段階では理論的に最適な配置を追い求めるのに対し、仕上げでは芸術的な感性で作品を磨くためである。
折り紙で生活するのは厳しいとし、本職にはせず趣味として続けていきたいと考えており、高校時代のインタビューでは、医者か宇宙ステーション関係職を目指したいと答えている。